# Vladimír Szmurlo
Vladimír Szmurlo, né le 15 juillet 1865 à Tcheliabinsk (Russie) et mort le 27 février 1931 à Riga (Lettonie), est un espérantiste et ingénieur civil des chemins de fer russe.

## Biographie
Vladimir Szmurlo étudia à Saint-Pétersbourg. Très tôt il s'intéressa à la linguistique. Il se tourna vers l'apprentissage du langage artificiel. Il se mit au Volapük, puis se tourna vers l'espéranto qu'il jugea mieux abouti et qu'il essaya de populariser dès 1896.
À la suite des évènements de la Révolution russe de 1905, il s'installe à Stuttgart jusqu'en 1908, année au cours de laquelle il vint s'installer définitivement à Riga en Lettonie. Il y fonda l'association espérantiste " La Riga Stelo". De 1910 à 1915, il est le représentant de la Lettonie à l'Association mondiale d'espéranto.
En 1917, à Petrograd, Vladimír Szmurlo a publié une encyclopédie de l'espéranto appelé le "Fil d'Ariane" (en espéranto: Ariadna fadeno), avec la ferme conviction que cette encyclopédie serait un premier essai d'une Encyclopédie de l'espérantisme; Une graine qui va pousser et devenir un arbre gigantesque sous la forme d'une encyclopédie universelle d'Espéranto. Les premières pages (1-88) ont été imprimés à Riga. En raison de circonstances militaires, (Première Guerre mondiale et Révolution bolchevique), les pages suivantes du livre furent rares, notamment celles après la lettre " E " de cette encyclopédie.
En 1920, il se lance dans la création d'une langue auxilaire, Arlingo, basé sur l'espéranto, mais qui ne fut jamais publiée.